# Rena rama ding dong
"Rena rama ding dong" är en låt framförd av Eva Rydberg och Ewa Roos i Melodifestivalen 2021. Låten som deltog i den andra deltävlingen, gick vidare till andra chansen, där de sedan åkte ut i duell med Clara Klingenström.
"Rena rama ding dong" kom in på Svensktoppen den 28 februari 2021. Den låg i sju veckor på Sverigetopplistan. Låten är skriven av Göran Sparrdahl, Ari Lehtonen och Kalle Rydberg.
Dansbandet Alvenfors har spelat in en cover av låten.
En remixversion framfördes av Eva och Ewa som pausunderhållning i andra deltävlingen av Melodifestivalen 2022 under namnet "A Ding Dong Worldwide Remix".